# La Grive (revue)

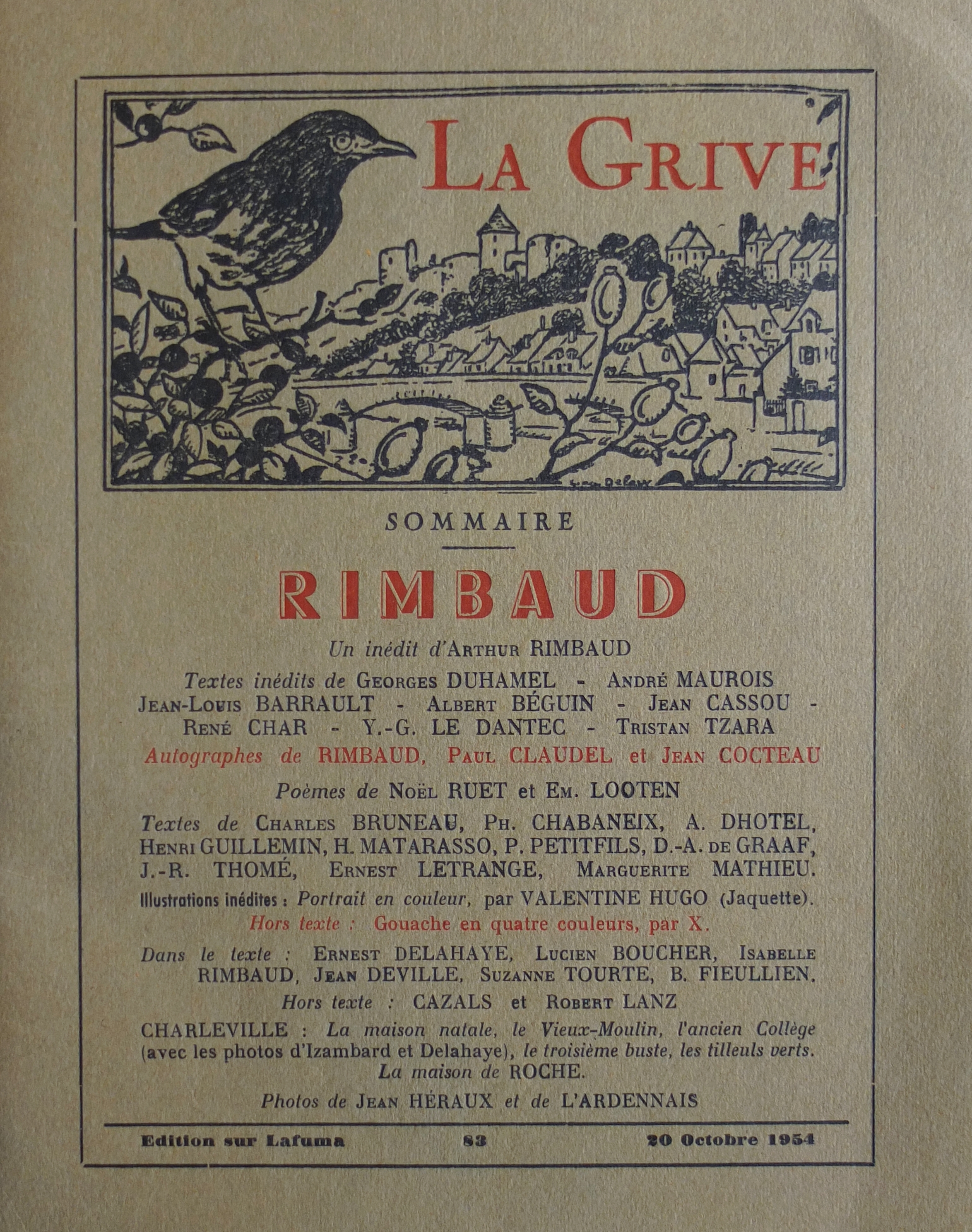
Numéro spécial Centenaire de Rimbaud, octobre 1954.

La Grive, revue ardennaise de littérature et d’art, est une revue littéraire trimestrielle créée en 1928 à Charleville-Mézières et organe de la Société des écrivains ardennais.

## Historique
La revue est créée par Jean-Paul Vaillant (1897-1970), fondateur en 1925 de la Société des écrivains ardennais. Le premier numéro paraît en octobre 1928, suivront 44 numéros jusqu'en juin 1939. Les publications reprennent de juin 1945 au  printemps 2000, avec une interruption de 1973 à 1999, soit encore 110 numéros. De 2001 à 2003, le titre devient Les Amis de la Grive et depuis 2003 Les Amis de l'Ardenne.

## Présentation
La revue est au format 18,5 x 23 cm avec une couverture illustrée de différentes images mettant en scène une grive au dessus du sommaire de la revue. Sur une trentaine de pages, des textes de différents auteurs, agréés par un comité de lecture, sont consacrés pour chaque numéro à un sujet principal, le plus souvent un écrivain ou un artiste ardennais, ainsi que des critiques littéraires et des sujets locaux. Des illustrations, souvent originales, agrémentent la revue trimestrielle qui est vendue par abonnement.
Entre 1931 et 1939, le Bulletin des Amis de Rimbaud est publié comme supplément de la revue, sept fascicules de 8 pages, puis reparaît en 1949 cette fois-ci sous une forme indépendante.